# إدوارد ليا
إدوارد ليا (بالإنجليزية: Edward Lea)‏ هو ضابط أمريكي، ولد في 31 يناير 1837 في بالتيمور في الولايات المتحدة، وتوفي في 1863 في غالفستون في الولايات المتحدة.